# Angelo Ferreri
Angelo Ferreri, né en 1912 à Milan et mort le 23 mai 2010 dans la même ville, est un sculpteur italien.

## Biographie
Angelo Ferreri est né en 1912. Il a appris la sculpture auprès de son père à Milan.
Il a créé la statue de Saint-Julien qui est sur l'une des flèches du dôme de Milan.
Son style renoue avec le monumentalisme[Quoi ?] typique du début du XXe siècle ; ses sujets sont principalement des figures humaines. En 1940 et 1943, ses œuvres sont exposées à la Biennale de Venise. Après la guerre, il se consacre à des interprétations plus dynamiques du corps humain avec des protagonistes prolétariens et ouvriers.
Ses œuvres sont exposées dans plusieurs musées européens et italiens. Il a reçu en 1967 la médaille d'or au prix Bolzano.
Il est décédé en 2010 à l'âge de 97 ans.